# 바위반지꼬리주머니쥐
바위반지꼬리주머니쥐 (Petropseudes dahli)는 오스트레일리아 주머니쥐의 일종이다. 웨스턴오스트레일리아주와 노던 준주를 가로질러 퀸즐랜드주 국경을 지나 킴벌리와 아넴랜드, 카펀테리아만의 가파른 바위 경사면에서 발견된다. 그루트아일런드 섬에서도 발견된다. 바위반지꼬리주머니쥐속(Petropseudes)의 유일종이지만, 반지꼬리주머니쥐 (Pseudocheirus peregrinus)를 포함하는 반지꼬리주머니쥐아과(Pseudocheirinae)의 일부이다. 모든 반지꼬리주머니쥐 중에서 꼬리가 가장 작은 종의 하나이며,꼬리 끝에 털이 없고 비늘이 있다. 작은 무리를 지어 생활하며, 주로 초식을 하는 동물이다. 땅딸막한 체격의 몸을 갖고 있으며, 대체로 회색을 띤다.